# Bülent Eken
Bülent Eken (ur. 26 października 1923 w Mersinie, zm. 25 lipca 2016 w Stambule) – turecki piłkarz grający na pozycji obrońcy. W swojej karierze rozegrał 13 meczów w reprezentacji Turcji i strzelił w niej 2 gole.

## Kariera klubowa
Karierę piłkarską Eken rozpoczął w klubie Galatasaray SK ze Stambułu. W sezonie 1942/1943 zadebiutował w nim w Istanbul Lig. W Galatasaray grał do 1950 roku. Z klubem tym czterokrotnie wygrał Ligę Stambułu w 1949 roku. Zdobył też Istanbul Futbol Kupası w 1943 roku.
W 1950 roku Eken wyjechał do Włoch i został zawodnikiem klubu US Salernitana 1919. Przez rok grał w nim w Serie B i w 1951 roku odszedł do występującego w Serie A, US Palermo. Po roku gry w sycylijskiej drużynie wrócił do Turcji, do Galatasaray. W sezonie 1954/1955 wywalczył z nim mistrzostwo Ligi Stambułu, a następnie zakończył karierę sportową.

## Kariera reprezentacyjna
W reprezentacji Turcji Eken zadebiutował 24 marca 1948 roku w wygranym 3:1 meczu towarzyskim meczu z Grecją. W tym samym roku wystąpił z Turcją na igrzyskach olimpijskich w Londynie. W 1954 roku został powołany do kadry na mistrzostwa świata w Szwajcarii. Na nich był rezerwowym i nie wystąpił w żadnym meczu. Od 1948 do 1954 roku rozegrał w kadrze narodowej 13 meczów, w których strzelił 2 gole.
| Mecze i gole w reprezentacji | Mecze i gole w reprezentacji | Mecze i gole w reprezentacji | Mecze i gole w reprezentacji | Mecze i gole w reprezentacji | Mecze i gole w reprezentacji | Mecze i gole w reprezentacji              |
| #                            | Data                         | Stadion                      | Rywal                        | Wynik                        | Gol                          | Rozgrywki                                 |
| 1948                         | 1948                         | 1948                         | 1948                         | 1948                         | 1948                         | 1948                                      |
| ---------------------------- | ---------------------------- | ---------------------------- | ---------------------------- | ---------------------------- | ---------------------------- | ----------------------------------------- |
| 1.                           | 24.03.1948                   | Ateny, Grecja                | Grecja                       | 3:1                          | 0                            | towarzyski                                |
| 2.                           | 30.05.1948                   | Stambuł, Turcja              | Austria                      | 0:1                          | 0                            | towarzyski                                |
| 3.                           | 02.08.1948                   | Londyn, Anglia               | Chiny                        | 4:0                          | 0                            | IO 1948                                   |
| 4.                           | 05.08.1948                   | Londyn, Anglia               | Jugosławia                   | 1:3                          | 0                            | IO 1948                                   |
| 5.                           | 28.11.1948                   | Stambuł, Turcja              | Grecja                       | 2:1                          | 0                            | towarzyski                                |
| 1949                         |                              |                              |                              |                              |                              |                                           |
| 6.                           | 20.03.1949                   | Wiedeń, Austria              | Austria                      | 0:1                          | 0                            | towarzyski                                |
| 7.                           | 13.05.1949                   | Ateny, Grecja                | Królestwo Egiptu             | 3:2                          | 0                            | Eastern Mediterranean Friendship Cup 1947 |
| 8.                           | 16.05.1949                   | Ateny, Grecja                | Grecja                       | 2:1                          | 1                            | Eastern Mediterranean Friendship Cup 1947 |
| 9.                           | 20.05.1949                   | Ateny, Grecja                | Włochy                       | 2:3                          | 0                            | Eastern Mediterranean Friendship Cup 1947 |
| 10.                          | 20.11.1949                   | Ankara, Turcja               | Syria                        | 7:0                          | 1                            | el. MŚ 1950                               |
| 1950                         |                              |                              |                              |                              |                              |                                           |
| 11.                          | 28.10.1950                   | Tel Awiw-Jafa, Izrael        | Izrael                       | 1:5                          | 0                            | towarzyski                                |
| 12.                          | 03.12.1950                   | Stambuł, Turcja              | Izrael                       | 3:2                          | 0                            | towarzyski                                |
| 1953                         |                              |                              |                              |                              |                              |                                           |
| 13.                          | 06.01.1954                   | Madryt, Hiszpania            | Hiszpania                    | 1:4                          | 0                            | el. MŚ 1954                               |